# Гнатынов, Николай Степанович
Николай Степанович Гнатынов (26 октября 1924 — 5 сентября 2006) — полный кавалер ордена Славы, артиллерист, командир расчёта, полковник в отставке.

## Биография
Родился 26 октября 1924 года в городе Оренбурге в семье рабочего. По национальности русский. Образование среднее-специальное. Закончил автомобильный техникум г. Оренбурга. С 1941 года работал токарем на авиационном заводе № 47 (ныне — производственное объединение «Стрела»).
В Красной Армии с августа 1942 года, став курсантом пехотного училища казахстанского города Актюбинск (ныне — Актобе), в январе 1943 года направлен в действующую армию. Сражался в рядах 971-го стрелкового полка 273-й стрелковой дивизии на Брянском и 1-м Украинском фронтах. Был наводчиком, затем командиром орудия. Член ВКП(б)/КПСС с 1945 года.
Командир расчёта 45-миллиметрового орудия 971-го стрелкового полка (273-я стрелковая дивизия, 3-я гвардейская армия, 1-й Украинский фронт) старший сержант Николай Гнатынов 22 июля 1944 года при форсировании реки Западный Буг в районе польского населённого пункта Гусынна, расположенного в 12-и километрах северо-восточнее города Грубешув с бойцами орудийного расчёта переправился на противоположный берег и артиллерийским огнём обеспечивал форсирование реки стрелковыми подразделениями.
За мужество и отвагу, проявленные в боях, 20 августа 1944 года старший сержант Гнатынов Николай Степанович награждён орденом Славы 3-й степени (№ 192553).
4 августа 1944 года старший сержант Гнатынов с вверенным ему расчетом 45-миллиметрового орудия форсировал реку Висла у польского населённого пункта Бассоня.
В период с 7-го по 12 августа 1944 года в бою за расширение плацдарма у польского населённого пункта Доротка, расположенного в 18-и километрах юго-западнее города Ополе, ныне город Ополе-Любельске, командир расчёта 45-миллиметрового орудия 971-го стрелкового полка (273-я стрелковая дивизия, 3-я гвардейская армия, 1-й Украинский фронт) старший сержант Николай Гнатынов огнём умело поддерживал наступающие стрелковые подразделения, уничтожив при этом четыре пулемёта и несколько гитлеровцев.
За мужество и отвагу, проявленные в боях, 7 сентября 1944 года старший сержант Гнатынов Николай Степанович повторно награждён орденом Славы 3-й степени.
Указом Президиума Верховного Совета СССР от 27 февраля 1958 года за образцовое выполнение заданий командования в боях с немецко-фашистскими захватчиками Гнатынов Николай Степанович награждён орденом Славы 1-й степени (№ 2375).
Расчет орудия 971-го стрелкового полка (273-я стрелковая дивизия, 6-я армия, 1-й Украинский фронт) во главе со старшим сержантом Николаем Гнатыновым при отражении контратаки у города Бреслау (ныне — город Вроцлав, Польша) 26 февраля 1945 года нанёс значительный урон неприятелю, потерявшему лишь убитыми четырнадцать солдат и офицеров.
За мужество и отвагу, проявленные в боях, 8 мая 1945 года старший сержант Гнатынов Николай Степанович награждён орденом Славы 2-й степени (№ 46546).
В 1947 году Н. С. Гнатынов демобилизован. Приехал в родной Оренбург, поступил в автомобильный техникум, который окончил в 1951 году. Работал начальником моторного цеха на Оренбургском авторемонтном заводе. В августе 1952 года был вторично призван в ряды Советской Армии. Служил в войсках ПВО Уральского военного округа. В 1954 году окончил курсы усовершенствования командного состава службы автодорожных войск противовоздушной обороны (ПВО) страны. С 1976 года майор Гнатынов Н. С. — в запасе. Жил в Оренбурге. В 1977 году майору запаса Гнатынову Н. С. присвоено звание «полковник запаса». До ухода на заслуженный отдых работал в строительном управлении «Облколхозстройобъединения» инспектором по кадрам и секретарём Совета объединения.
Скончался в 2006 году. Похоронен в Оренбурге на кладбище «Степное-1» (41-й квартал), где 3 сентября 2007 года состоялось открытие надгробного памятника.

## Награды и звания
Награждён орденами Отечественной войны 1-й степени, Славы 1-й, 2-й и 3-й степени, медалями, в том числе — медалью «За отвагу», а также медалью администрации города Оренбург «В память 260-летия Оренбурга» (10 сентября 2003 года). Распоряжением главы города Оренбург от 27 апреля 1995 года № 462р удостоен звания «Почётный гражданин города Оренбурга».
- Орден Отечественной войны 1-й степени
- Ордена Славы 1-й, 2-й и 3-й степени
- Медаль «За отвагу»
- Медали
- Почётный гражданин города Оренбурга
- Медаль администрации города Оренбург «В память 260-летия Оренбурга»